# (7023) 1992 KE
(7023) 1992 KE là một tiểu hành tinh vành đai chính. Nó được phát hiện bởi Atsushi Sugie ở Dynic Astronomical Observatory ngày 25 tháng 5 năm 1992.